# Katarina Kosača-Kotromanić

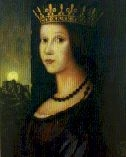
Katarina Kosača-Kotromanić

Katarina Kosača-Kotromanić (Blagaj, 1425 - Rome, 25 oktober 1478) was de voorlaatste Bosnische koningin.
Ze werd geboren in 1425 in Blagaj dicht bij Mostar, als dochter van Stjepan Vukčić, de machtige hertog en Jelena Balšič. In 1446 trouwde ze met Stjepan Tomaš.
Als de laatste Bosnische koningin stierf ze op in Rome. Ze ligt begraven in de kerk Santa Maria in Aracoeli.
Op haar tombe staat geschreven:
Catharinae Reginae Bosnensi
Stephani ducis santi sabbae sorori
et genere Helene et domo principis
Stephani natae Thomae regis Bosane
vsori Qvanrum vixit annorum LIIII
et obdormivit Romae anno Domini
MCCCCLXXVIII dei XXV oteobris
monumentum ipsus scriptis positiv